# Oskars socken
Oskars socken i Småland ingick i Södra Möre härad, ingår sedan 1971 i Nybro kommun och motsvarar från 2016 Oskars distrikt i Kalmar län.
Socknens areal är 76,9 kvadratkilometer, varav land 74,52. År 2000 fanns här 355 invånare. Kyrkbyn Alsjöholm med sockenkyrkan Oskars kyrka ligger i socknen. 

## Administrativ historik
Det område som idag utgör Oskars socken kallades ursprungligen Mortorps "skogsbygd", eftersom området hörde till de mindre befolkade delarna av Mortorps socken. Under 1700-talets första hälft, sannolikt på 1730-talet, byggdes här ett kapell benämnt Mortorps capell och under senare delen av samma århundrade börjar dokumenten tala om "kapellförsamlingen". Den 18 maj 1847 blev församlingen egen annexförsamling med namnet Oskar, inspirerat av den dåvarande regenten. Först 1880 blev dock Oskars socken egen jordebokssocken.
Vid kommunreformen 1862 övergick socknens ansvar för de kyrkliga frågorna till Oskars församling och för de borgerliga frågorna till Oskars landskommun.  Denna senare inkorporerades 1952 i Mortorps landskommun som 1969 uppgick i Nybro stad som 1971 ombildades till Nybro kommun.
1 januari 2016 inrättades distriktet Oskar, med samma omfattning som församlingen hade 1999/2000.  
Socknen har tillhört samma fögderier och domsagor som Södra Möre härad.
Socken indelades fram till 1901 i (tillsammans med Mortorps socken) 62 båtsmanshåll, vars båtsmän tillhörde Södra Möres 2:a båtsmanskompani.

## Geografi
Oskars socken består är en sjörik skogsbygd genomfluten av Hagbyån.

## Fornminnen
Vid sidan av några lösfynd är fornlämningar inte kända.

## Namnet
Namnet fick socknen 1847 och togs av den dåvarande kungen Oscar I.

### Fotnoter
1. 1 2 3  Svensk Uppslagsbok andra upplagan 1947–1955: Oskar socken
2. 1 2  Harlén, Hans; Harlén Eivy (2003). Sverige från A till Ö: geografisk-historisk uppslagsbok. Stockholm: Kommentus. Libris 9337075. ISBN 91-7345-139-8
3. ↑  DMS 4:1 Möre
4. ↑  Administrativ historik för Oskar socken (Klicka på församlingsposten). Källa: Nationella arkivdatabasen, Riksarkivet.
5. ↑  "Ostkanten" om Blekinge och Södra Möres båtsmän
6. 1 2 3  Nationalencyklopedin
7. ↑  Sjögren, Otto (1931). Sverige geografisk beskrivning del 2 Östergötlands, Jönköpings, Kronobergs, Kalmar och Gotlands län. Stockholm: Wahlström & Widstrand. Libris 9939
8. ↑  Fornlämningar, Statens historiska museum: Oskars socken
9. ↑  Fornminnesregistret, Riksantikvarieämbetet: Oskars socken Fornminnen i socknen erhålls på kartan genom att skriva in sockennamn (utan "socken") i "Ange geografiskt område"